# Конвой Хальмахера – Сармі (09.03.44 – 05.04.44)
Конвой Хальмахера — Сармі (09.03.44 — 05.04.44) — японський конвой часів Другої світової війни, проведення якого відбувалось у березні — квітні 1944-го.
Вихідним пунктом конвою була затока Кау на острові Хальмахера (північна частина Молуккського архіпелагу), який відігравав важливу роль у постачанні японських сил на заході Нової Гвінеї. Пунктами призначення стали японські бази в Манокварі (північно-східний кут півострова Чендравасіх) та Сармі.
До складу конвою увійшли транспорти «Тенчо-Мару», «Шоген-Мару» (Shogen Maru), «Ямагата-Мару» та «Сін'ю-Мару» (Shinyu Maru), тоді як охорону забезпечували тральщик W-4 та переобладнаний сітьовий загороджувач «Хінокі-Мару».
Конвой вийшов з порту 9 березня 1944-го та 11 березня досягнув Манокварі, де затримався на півтора тижні. При цьому 12 березня «Хінокі-Мару» супроводив "«Шоген-Мару» до Моемі (Момі, на східному узбережжі півострова Чендравасіх за сім десятків кілометрів на південь від Манокварі).
20 березня 1944-го W-4 та «Хінокі-Мару» повели «Ямагата-Мару» та «Сін'ю-Мару» далі на схід. 22—24 березня цей загін побував у Мокмер (південне узбережжя острова Біак), а 25 березня прибув до Сармі. 29 березня він рушив у зворотний шлях та 31 березня прибув до Манокварі.
3 квітня 1944-го конвой полишив Манокварі, при цьому в його складі вже були шість транспортів — до перших чотирьох додались «Тецуйо-Мару» (Tetsuyo Maru) і «Нікко-Мару № 1». Крім того, ескорт підсилили допоміжний тральщик Wa-105 та переобладнаний мисливець за підводними човнами «Нітто-Мару № 17».
5 квітня 1944-го конвой без втрат повернувся до Кау.